# Ingo Bockler
Ingo Bockler (* 10. April 1964 in Braunschweig; † 21. März 2023) war ein deutscher Koch und Rezeptautor.

## Leben
Bockler wurde in Braunschweig geboren, wo er seine Kindheit verbrachte. Seine Ausbildung zum Koch absolvierte er im Braunschweiger Restaurant Löwen-Krone. Es folgten u. a. Stationen im Relais & Châteaux Hotel Alpenhof Murnau, Restaurant Nösse und Restaurant Jörg Müller auf Sylt.
Während seiner Tätigkeit als Küchenchef des Restaurants Merlin in Großburgwedel wurde dieses erstmals 2003 vom Guide Michelin mit einem Stern bewertet. Ab 2004 war er Küchenchef des Relais & Châteaux Hotels Hohenhaus im nordhessischen Herleshausen. Seine Küche auf Hohenhaus – zuletzt ausgezeichnet mit 3 F im Gastroführer Der Feinschmecker, mit 16 Punkten im Gault Millau und mit drei Kochlöffeln im Schlemmer Atlas – wurde von regionalen Produkten, modernen Küchentechniken und Einflüssen der Haute cuisine geprägt. Ab 2018 war er Küchenchef für die beiden Restaurants Kokenstube und Kokenkrug im Hotel Kokenhof in Großburgwedel bei Hannover, das zur Kind Unternehmensgruppe gehört.
Darüber hinaus zeigte Bockler seit 2012 eine regelmäßige Radiopräsenz in der Sendung für kulinarische Lebensart vom Hessischen Rundfunk in Frankfurt "Dolce Vita" auf HR 1. In den Vorjahren war er als Küchenchef zur "HR4 Hörerstunde" des Hessischen Rundfunks eingeladen.

## Werke
- Das große Buch der Meeresfrüchte. Gräfe und Unzer Verlag, München 2005, ISBN 3-7742-6967-X.
- Das große Buch vom Fisch. Gräfe und Unzer Verlag, München 2005, ISBN 3-7742-6966-1.
- Das Teubner Handbuch Saucen. Gräfe und Unzer Verlag, München 2006, ISBN 3-8338-0161-1.
- Das große Buch vom Fleisch. Gräfe und Unzer Verlag, München 2006, ISBN 3-8338-0167-0.
- Deutsche Küche – Das Teugner Buch. Gräfe und Unzer Verlag, München 2007, ISBN 978-3-8338-0464-9.
- Das große Buch vom Wild. Gräfe und Unzer Verlag, München 2007, ISBN 978-3-8338-0695-7.
- Das große Buch der Kräuter & Gewürze. Gräfe und Unzer Verlag, München 2008, ISBN 978-3-8338-0767-1.
- Die große TEUBNER Küchenpraxis. Gräfe und Unzer Verlag München 2008, ISBN 978-3-8338-1178-4.
- Das große Buch der Saucen. Gräfe und Unzer Verlag, München 2009, ISBN 978-3-8338-1592-8.
- Das große Buch der Desserts. Gräfe und Unzer Verlag, München 2010, ISBN 978-3-8338-1999-5.
- Teubner Vegetarisch. Gräfe und Unzer Verlag München 2013, ISBN 978-3-8338-2848-5.
- Das große Buch der Pasteten. Gräfe und Unzer Verlag, München 2013, ISBN 978-3-8338-3338-0.